# Mazkeret Batja
Mazkeret Batja (hebrejsky מַזְכֶּרֶת בַּתְיָה, doslova „Vzpomínka na Batju“, v oficiálním přepisu do angličtiny Mazkeret Batya) je místní rada (menší město) v Izraeli, v Centrálním distriktu.

## Geografie
Leží v nadmořské výšce 62 metrů, cca 25 kilometrů jihovýchodně od centra Tel Avivu a cca 5 kilometrů jihovýchodně od města Rechovot, v Izraelské pobřežní planině.
Město je součástí hustě zalidněného sídelního pásu, který volně navazuje na metropolitní oblast Tel Avivu (Guš Dan). Okolí Mazkeret Batja je prostoupeno rozsáhlými okrsky nezastavěné krajiny s intenzivním zemědělstvím. Jižně od města leží velká letecká základna Tel Nof. Osídlení v tomto regionu je v naprosté většině židovské. Město je napojeno pomocí lokální silnice číslo 411 na severojižní dopravní tah dálnice číslo 6.

## Dějiny

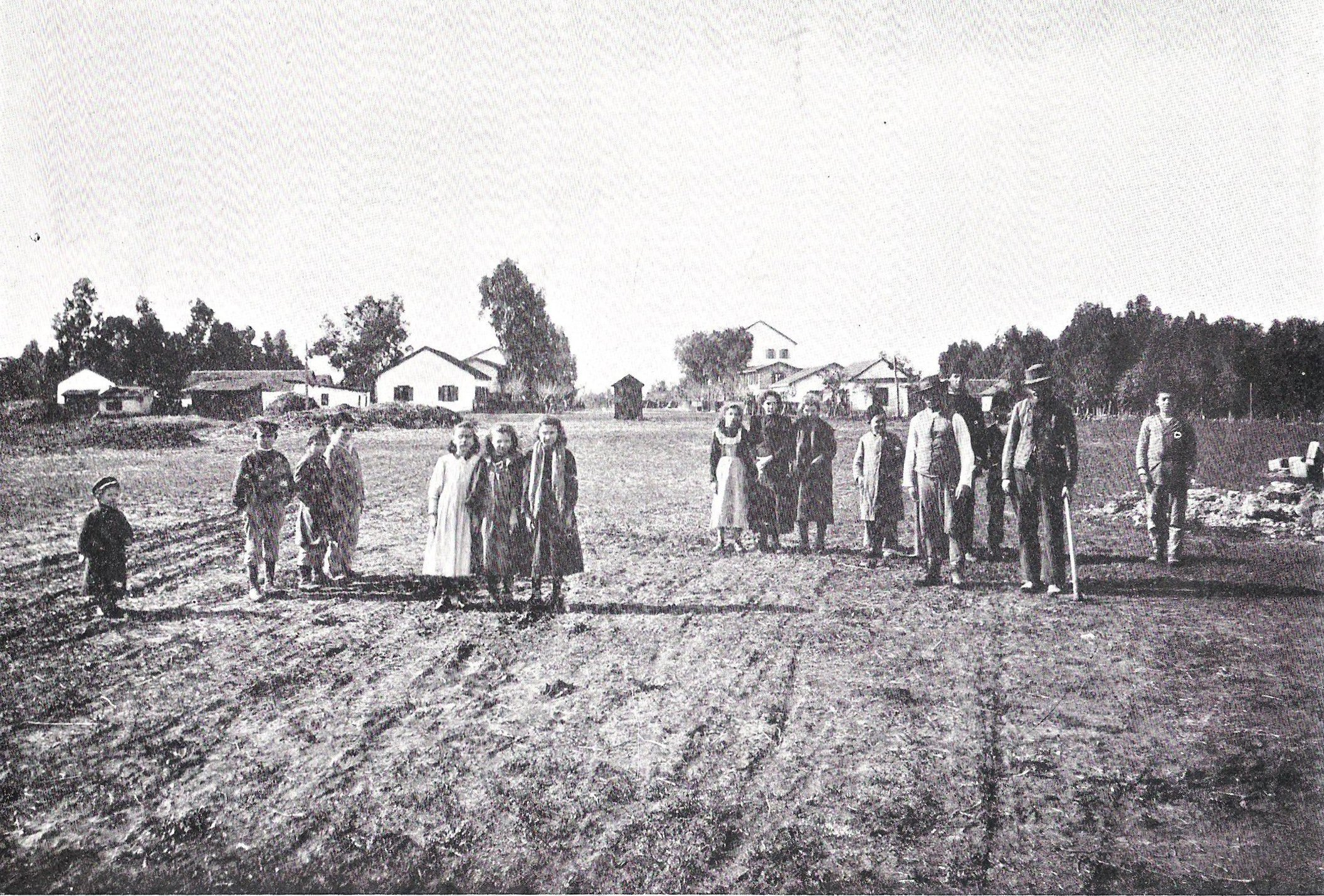
vesnice Mazkeret Batja v době před rokem 1899

Mazkeret Batja byla založena roku 1883 jako jedno z prvních novověkých židovských sídel v tehdejší turecké Palestině. Za jejím vznikem stála skupina aktivistů (zejména rabín Šmuel Mohilever) z hnutí Chovevej Cijon, které předznamenalo moderní sionismus. Tato skupina utvořila alianci s baronem Edmondem Jamesem de Rothschildem, který nově zřizované zemědělské vesnici poskytl finanční podporu. Prvními osadníky v Mazkeret Batja byli židé z tehdejšího Ruska. Šlo o soukromě hospodařící zemědělskou komunitu typu mošava.
Jedenáct prvotních osadníků, kteří pak byli posíleni příchodem dalších sedmi, zpočátku procházelo agrárním výcvikem v Mikve Jisra'el. Na místě nové osady se usadili v říjnu 1883. Potřebné pozemky o ploše 2660 dunamů (2,66 kilometrů čtverečních) byly vykoupeny od sousední arabské vesnice Akir. Původně byla nová židovská osada nazvána Ekron (hebrejsky: עקרון), ale po několika letech získala nynější jméno, které připomíná Rotschildovu matku Batju.
Během první arabsko-izraelské války v květnu 1948 byla oblast okolo Mazkeret Batja ovládnuta židovskými ozbrojenými silami. Sousední arabská vesnice Akir byla tehdy dobyta a její obyvatelé ji opustili (na místě této vesnice pak vzniklo město Kirjat Ekron). V následujících měsících pak Mazkeret Batja sloužila jako významný opěrný bod, odkud se organizovaly židovské konvoje do obleženého Jeruzalému a kde byla poskytována zdravotní péče pro izraelské vojáky. Po dobu, kdy arabské síly přerušily komunikační síť v okolí města Ramla, tudy vedlo náhradní silniční spojení Tel Aviv-Jeruzalém. K roku 1949 se rozloha správního území Mazkeret Batja udává na 8865 dunamů (8,865 kilometrů čtverečních).
Po válce počet obyvatel v Mazkeret Batja narostl a roku 1952 vesnice získala status místní rady.
V obci funguje muzeum, které připomíná počátky židovského osidlování Palestiny a které je umístěno v některých dochovaných budovách z nejstarší stavební fáze obce. Místní pamětihodností je i nová synagoga postavená roku 1927.

## Demografie
Populace Mazkeret Batja je smíšená, tedy složená ze sekulárních i nábožensky založených obyvatel. Náboženská populace tvoří cca 15 % obyvatelstva. Funguje tu pro ni náboženská základní škola. Podle údajů z roku 2009 tvořili naprostou většinu obyvatel Židé – cca 9 200 osob (včetně statistické kategorie "ostatní", která zahrnuje nearabské obyvatele židovského původu ale bez formální příslušnosti k židovskému náboženství, cca 9 300 osob).
Jde o středně velké sídlo městského typu se setrvalým růstem. K 31. prosinci 2017 zde žilo 14 200 lidí.
| Rok            | 1948 | 1949 | 1950 | 1955 | 1961 | 1972  | 1980  | 1983  | 1990  | 1994  | 1995  | 1996  | 1997  | 1998  | 1999  | 2000  |
| -------------- | ---- | ---- | ---- | ---- | ---- | ----- | ----- | ----- | ----- | ----- | ----- | ----- | ----- | ----- | ----- | ----- |
| Počet obyvatel | 407  | 425  | 400  | 400  | 452  | 1 000 | 2 000 | 2 147 | 2 900 | 3 800 | 4 319 | 5 400 | 5 900 | 6 300 | 6 700 | 6 900 |

| Rok            | 2001  | 2002  | 2003  | 2004  | 2005  | 2006  | 2007  | 2008  | 2009  | 2010  | 2011   | 2012   | 2013   | 2014   | 2015   | 2016   | 2017   |
| -------------- | ----- | ----- | ----- | ----- | ----- | ----- | ----- | ----- | ----- | ----- | ------ | ------ | ------ | ------ | ------ | ------ | ------ |
| Počet obyvatel | 7 000 | 7 300 | 7 600 | 7 800 | 8 200 | 8 800 | 9 300 | 9 900 | 9 306 | 9 700 | 10 100 | 10 700 | 11 200 | 11 900 | 12 700 | 13 400 | 14 200 |